# Chigwell (stanice metra v Londýně)
Chigwell je stanice metra v Londýně, otevřená 1. května 1903. Mezi stanicí Chigwell a Grange Hill je tunel. Ve stanici byly v roce 1983 natočeny některé epizody filmu Meantime. Autobusové spojení zajišťují linky: 167, 667, 804 a školní spoj 53. Stanice se nachází v přepravní zóně 4 a leží na lince:
- Central Line mezi stanicemi Grange Hill a Roding Valley.

| Rok  | Počet cestujících |
| ---- | ----------------- |
| 2011 | 0,46 mil.         |
| 2012 | 0,49 mil.         |
| 2013 | 0,52 mil.         |
| 2014 | 0,53 mil.         |